# Augusto Gómez Villanueva, Álamo Temapache
Augusto Gómez Villanueva är en ort i Mexiko.   Den ligger i kommunen Álamo Temapache och delstaten Veracruz, i den sydöstra delen av landet, 240 km nordost om huvudstaden Mexico City. Augusto Gómez Villanueva ligger 82 meter över havet och antalet invånare är 245.
Terrängen runt Augusto Gómez Villanueva är varierad. Augusto Gómez Villanueva ligger nere i en dal. Runt Augusto Gómez Villanueva är det ganska tätbefolkat, med 65 invånare per kvadratkilometer. Närmaste större samhälle är Temapache, 8,8 km söder om Augusto Gómez Villanueva. Trakten runt Augusto Gómez Villanueva består till största delen av jordbruksmark.